# 微體硬絲鯰
微體硬絲鯰，為輻鰭魚綱鯰形目毛鼻鯰科的其中一種，為亞熱帶淡水魚，分布於南美洲巴西Rio Grande do Sul淡水流域，體長可達4公分，棲息在底層水域。